# Căminar
Căminar fue un rango o cargo histórico rumano encargado de la recaudación de los impuestos sobre las tabernas. En el siglo XVII, se creó el departamento del Gran Căminar. Buena parte de los ingresos de los principados venían de esta fuente, y aparecen en los registros reales con el nombre căminărit. La tasa así conocida en Valaquia era conocida como camănă en Moldavia.
Inicialmente, en la Edad Media, el căminar era un cortesano a cargo de la recaudación de la tasa de la venta de cera en Moldavia, y más tarde apareció también en Valaquia. En los tiempos de Demetrio Cantemir, el Gran Căminar estaba entre los grandes boyardos, y en 1763 era parte de Diván o consejo de gobierno, el duodécimo boyardo en el rango.
Gheorghe Eminovici, el padre de Mihai Eminescu, era căminar.